# Чанчаті
Чанчаті (груз. ჭანჭათი) — село в Грузії.
За даними перепису населення 2014 року в селі проживає 499 осіб.